# (31592) Jacobplaut
1999 FG36 (asteroide 31592) é um asteroide da cintura principal. Possui uma excentricidade de 0.13812320 e uma inclinação de 6.06123º.
Este asteroide foi descoberto no dia 20 de março de 1999 por LINEAR em Socorro.